# Вулиця Далека (Тернопіль)
Вулиця Далека — вулиця в житловому масиві «Дружба» міста Тернополя.

## Відомості
Розпочинається від вулиці Західної, пролягає на захід, згодом — на південь, далі знову на захід, закінчується неподалік обласної психоневрологічної лікарні. Довжина вулиці — близько 420 м. На вулиці розташовані переважно приватні будинки.